# دومین جنگ ساسانیان و ترکان

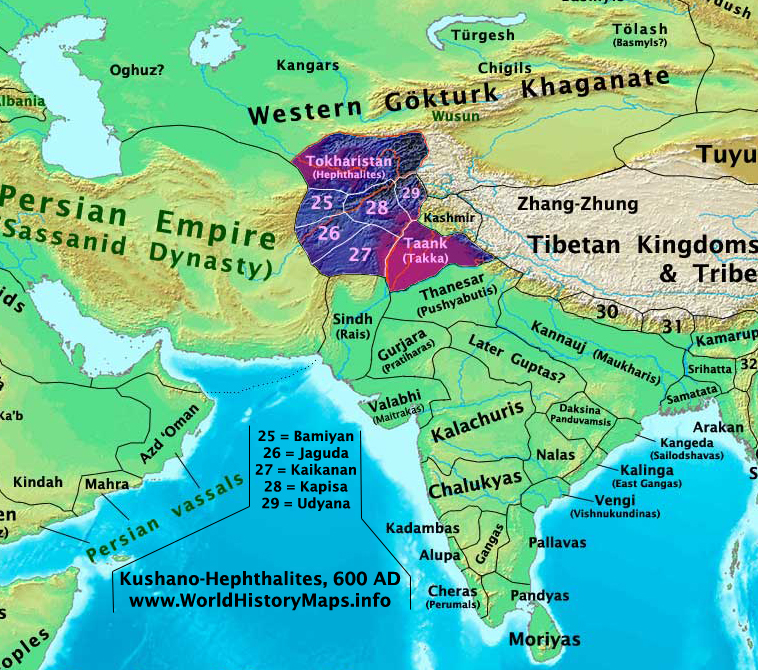
تخارستان، در حدود سال ۶۰۰ میلادی.

دومین جنگ ساسانیان و ترکان در پی شورش مردم تخارستان، هپتالیان و کوشانیان در حدود سال ۶۱۴ میلادی در زمان خسرو پرویز و اتّحاد و حمایت بعدی ترکان با شورشیان درگرفت. ارتش ساسانی به رهبری سمبات باگراتونی به سرعت یورش هپتالی‌ها را شکست داد که در پاسخ به این شکست امپراتوری ترکان غربی به کمک هپتالیان آمد. گوک‌ترکها با لشکری انبوه پاسخ دادند، و با شکست دادن سمبات و تصرف بخش‌های از قلمرو ساسانی که با کشتار و غارت همراه بود تا ری و اصفهان یورش بردند. سپس خاقان ترک به دلیل نامعلومی به گوک‌ترک‌ها دستور عقب‌نشینی داد، و کوشانی‌ها و هپتالی‌ها را به حال خود رها کرد، که هپتالیان به سختی از ساسانیان شکست خوردند و رهبرشان نیز کشته شد، و غنائم فراوانی به دست سمبات باگراتونی افتاد با این حال ساسانیان نتوانستند سرزمین‌های از دست رفته را بازگردانند.
سبئوس تاریخدان ارمنی قرن هفتم چنین نوشته است، 

 مردم تخارستان از نظر فرهنگی و اقتصادی با سغد و هند پیوستگی داشتند ولی ناگزیر تبعیت ایران را تحمل می‌کردند. کوشانیان و هپتالیان نیز از زمان انوشیروان استقلال خود را از دست داده‌بودند. از این رو به محض اینکه اختلاف و جنگ بین ایران و روم درگرفت در سرحدات شرق آتش عصیان شعله‌ور گشت و سپاه شورشیان علیه ایران دست به حمله زد.
خسرو پرویز مرزبان خویش سمبات باگراتونی از اهالی ارمنستان را فرا خواند و وی را مأمور کرد تا آتش فتنه و آشوب را در مرزهای شرقی ایران فرونشاند. زمانی که سپهسالار ایران سمبات باگراتونی به هپتالیان حمله برد، تنها دو هزار نیرو در اختیار داشت اما با یک حملهٔ ناگهانی توانست شورش پادگان ابرشهر را که در خراسان و نزدیک نیشابور قرار داشت، درهم بشکند.
سبئوس نوشته است 

شورشیان چون یارای مقاومت در برابر سپاه او را نداشتند، دست یاری به سوی تون جبغو خان خان بزرگ خاقانات غربی ترک دراز کردند. تون جبغو خان به مدد آنان آمد و پادگان ایرانی مجبور به عقب‌نشینی شد. ترکان سپاه ایران را غافلگیر کردند اما سمبات توانست بگریزد و متعاقب آن ترکان به درون ایران حمله برده و ری و اصفهان را غارت کردند اما چندی نگذشت که به دستور تون جبغو خان برگشتند. 
 مطالبی که سبئوس دربارهٔ علت عقب‌نشینی ترکان آورده است قانع‌کننده نمی‌رسد. مارکوارت نوشته است همین که ترکان برگشتند سمبات بار دیگر با سپاه خویش تا بلخ پیش تاخت، با وجود این نتوانست مواضع خود را در طخارستان محکم کند. ناگزیر به مرغاب بازگشت و به مرزبانی مرزهای شرقی ایرانی ساسانی پرداخت.
بدین ترتیب تمام تخارستان از سلطهٔ ساسانیان خارج شد. آنچه در کتاب‌ها آورده‌اند که تون جبغو خان، فارس را اشغال کرد به همین معنی می‌باشد. سپس تون جبغو خان، جنوب افغانستان را گرفت و به همین ترتیب تمام شمال و غرب پاکستان امروزی به تصرف ترک‌ها درآمد یا دست کم به ترک‌ها مطیع گردید. روایت سبئوس از آن لحاظ فوق‌العاده مهم می‌باشد که در آن اتحاد و قد علم کردن ترک‌ها را همراه هپتالیان مقیم شمال افغانستان علیه ایران ساسانی به وضاحت نشان داده شده است. مارکوارت پژوهش مفصلی از روی روایت سبئوس انجام داده است.
گرفتاری‌های خسرو پرویز شاه ساسانی و پیکارهای او در غرب با روم شرقی سبب شده‌بود که وی نتواند چنان‌که باید به اقدام‌های لازم در امور مرزهای شرقی دست زند. بدین روال میان سال‌های ۶۲۰ تا ۶۳۰ میلادی، مرزهای شرقی ایران بی‌دفاع ماند.
از طرفی دیگر عبدالحسین زرینکوب حکایت دیگری دربارهٔ این جنگ دارد او در کتاب تاریخ مردم ایران آورده است، پس از پیروزی‌های پی‌درپی و فتح مصر در سال ۶۱۷ میلادی حتی ولایات شرقی فلات ایران نیز که غالباً در هنگام درگیری با روم، دشواری‌هایی برای دولت‌ها پیش می‌آوردند، اشکال عمده‌ای نتوانستند ایجاد کنند. سمبات باگراتونی سردار ارمنی ایران در این ایام یک سرکردهٔ هپتالی را که ظاهراً به تحریک خاقان ترک در این نواحی تاخت‌وتاز کرده بود به شدت مقهور نمود و حتی قسمتی از شمال غربی هند درین ایام مثل اوایل عهد ساسانی ناچار شد باز انقیاد ایران را گردن نهد.